# Ардгал мак Конайлл
Ардгал мак Конайлл (др.‑ирл. Ardgal mac Conaill; погиб в 520 или 523) — король Миде (не ранее 516—520/523) из рода Южных Уи Нейллов.

### Биография
Ардгал был сыном первого короля Миде Коналла Кремтайнне, умершего в 480 году. Однако после смерти Коналла Ардгалу не удалось овладеть престолом Миде, который перешёл к его дяде Фиаху мак Нейллу. Только после смерти короля Фиаху, произошедшей не ранее 516 года, Ардгал смог получить власть над королевством своего отца.
Резиденция королей Миде находилась вблизи холма Уснех, в связи с чем в некоторых средневековых источниках (например, в «Лейнстерской книге») правители этого королевства упоминаются как короли Уснеха.
Правление Ардгала мак Конайлла продолжалось не очень долго: по свидетельству трактата «Laud Synchronisms», он занимал престол только шесть лет. Уже в 520 или 523 году Ардгал погиб в битве при Детне (на границе современных графств Лаут и Мит ), сражаясь с верховным королём Ирландии Муйрхертахом мак Эркой и королём Айргиаллы Колгу мак Лойте. Причины этого конфликта точно неизвестны. Предполагается, что они были вызваны борьбой королей Муйрхертаха и Ардгала за верховную власть над всеми Уи Нейллами. После гибели короля Ардгала новым правителем Миде стал его племянник Мане мак Кербайлл.
Ардгал мак Конайлл был основателем правившего у луигни рода Кенел Ардгайл. Владения его потомков, главная резиденция которых располагалась на месте современного селения Килдалки, впоследствии составляли часть королевства Брега.